# Rasmus Stjerne
Rasmus Stjerne (Hvidovre, 26 de mayo de 1988) es un deportista danés que compite en curling.
Ganó una medalla de plata en el Campeonato Mundial de Curling Masculino de 2016 y dos medallas en el Campeonato Europeo de Curling, en los años 2010 y 2011.
Participó en dos Juegos Olímpicos de Invierno, en los años 2014 y 2018, ocupando el sexto lugar en Sochi 2014, en la prueba masculina.

## Palmarés internacional
| Campeonato Mundial | Campeonato Mundial | Campeonato Mundial | Campeonato Mundial |
| Año                | Lugar              | Medalla            | Prueba             |
| ------------------ | ------------------ | ------------------ | ------------------ |
| 2016               | Basilea (Suiza)    | Medalla de plata   | Equipo             |
| Campeonato Europeo |                    |                    |                    |
| Año                | Lugar              | Medalla            | Prueba             |
| 2010               | Champéry (Suiza)   | Medalla de plata   | Equipo             |
| 2011               | Moscú (Rusia)      | Medalla de bronce  | Equipo             |